# Łódź Kaliska (Kunstgruppe)
|  | Dieser Artikel wurde auf der Qualitätssicherungsseite des Projekts Bildende Kunst eingetragen. Die Mitarbeiter der QS-Bildende Kunst arbeiten daran, die Qualität der Artikel aus dem Themengebiet Kunst auf ein besseres Niveau zu bringen. Bitte hilf mit, die Mängel dieses Artikels zu beheben und beteilige Dich an der Diskussion. |

Łódź Kaliska ist eine polnische Künstlergruppe, die 1979 in Łódź gegründet wurde. Seit Mitte der 1980er Jahre produziert sie sogenannte inszenierte Fotografie und organisiert provokative Happenings. Mitglieder der Gruppe sind Marek Janiak, Andrzej Kwietniewski, Adam Rzepecki, Andrzej Wielogórski und Andrzej Świetlik.

## Projekte
Łódź Kaliska befasst sich in ihren Kunstaktionen mit den Aspekten des Sehens und deren Registrierung durch die Fotografie. Sie steht in der Tradition des Konzeptualismus, des Dadaismus und des Anarchismus. Zielscheibe ihrer Aktionen in den 1980ern waren die polnischen „Neo-Avantgarde“-Künstler und die Absurditäten im Leben der polnischen Bevölkerung in einer vom Sozialismus geprägten Gesellschaft.
Mitglieder der Gruppe verbreiteten ihre Vorstellungen in einer reichen Produktionen von Manifesten.  In den 1980er konzentrierten sich ihre Aktivitäten in unabhängigen Galerien in Łódź. Auf der Ausstellung Polnische Intermediale Fotografie in den 1980er Jahren im Jahr 1988 in Poznań zeigte die Gruppe inszenierte erotischen Fotos und einen Film unter dem Titel Freiheit, nein danke. Die Ausstellung endete mit einem Skandal, war aber auch ein  künstlerischer Erfolg. Damals erschien die erste Muse (Zofia Łuczko-Fijałkowska und Małgorzata Kapczyńska-Dopierała) Sie hat auch eigene Versionen von berühmten Filmen und Bilder gemacht. Seit den 1990er Jahren war ihr Stil grotesk und satirisch. Ihr Ziel war ständiges Spiel. Im formellen Sinn anknüpfen ihre Bilder nach den Fotos aus der Wende des 19. und 20. Jahrhundert. Die Gruppe berührt oft Themen über die soziale und religiöse Kritik der polnischen Realität. In der zweiten Hälfte der 1990er Jahre kam sie in die Mainstream-Kultur durch Realisationen für das Fernsehen. 1998 hat die Gruppe nach einer illegalen Fotosession auf dem Hintergrund ein Bild von Botticelli in den Uffizien festgenommen. Im Jahr 2004 hat sie eine Fotoserie für die polnische Ausgabe des Playboys mit dem polnischen Staatswappen produziert, die in Polen einen Skandal auslöste.